# Ingeniería inversa
La ingeniería inversa o retroingeniería es el proceso llevado a cabo con el objetivo de obtener información o un diseño a partir de un producto, con el fin de determinar cuáles son sus componentes y de qué manera interactúan entre sí y cuál fue el proceso de fabricación.
Actualmente (principios del siglo XXI), los productos más comúnmente sometidos a ingeniería inversa son los programas de computadoras y los componentes electrónicos, pero realmente cualquier producto puede ser objeto de un análisis de Ingeniería Inversa. En la informática, especialmente en el área de producción de software, el objetivo de la ingeniería inversa consiste en reconstruir un programa ya existente para analizar, entender y replicar el código fuente de, por ejemplo, una aplicación web.
El método se denomina así porque avanza en dirección opuesta a las tareas habituales de ingeniería, que consisten en utilizar datos técnicos para elaborar un producto determinado. En general, si el producto u otro material que fue sometido a la ingeniería inversa fue obtenido en forma apropiada, entonces el proceso es legítimo y legal. De la misma forma, pueden fabricarse y distribuirse, legalmente, los productos genéricos creados a partir de la información obtenida de la ingeniería inversa, como es el caso de algunos proyectos de software libre.
El programa Samba es un claro ejemplo de ingeniería inversa, dado que permite a sistemas operativos UNIX compartir archivos con sistemas Microsoft Windows. El proyecto Samba tuvo que investigar información confidencial (no liberada al público en general por Microsoft) sobre los aspectos técnicos relacionados con el sistema de archivos Windows. Lo mismo realiza el proyecto WINE para el conjunto de API de Windows y OpenOffice.org con los formatos propios de Microsoft Office. La ingeniería inversa también se ha aplicado para entender la estructura del sistema de archivos NTFS y así poder desarrollar drivers para la lectura-escritura sobre el mismo (principalmente para sistemas basados en GNU/Linux).
La ingeniería inversa es un método de resolución. Aplicar ingeniería inversa a algo supone profundizar en el estudio de su funcionamiento, hasta el punto de que se pueda llegar a entender, modificar y mejorar dicho modo de funcionamiento. 
Pero este término no solo se aplica al software, sino que también se considera ingeniería inversa el estudio de todo tipo de elementos (por ejemplo, equipos electrónicos, microcontroladores, u objeto fabril de cualquier clase). Se puede decir, más bien, que la ingeniería inversa antecede al nacimiento del software, tratándose de una posibilidad a disposición de las empresas para la producción de bienes mediante copiado desde el mismo surgimiento de la ingeniería.
En el caso concreto del software, se conoce por ingeniería inversa a la actividad que se ocupa de descubrir cómo funciona un programa, función o característica de cuyo código fuente no se dispone, hasta el punto de poder modificar ese código o generar código propio que cumpla las mismas funciones. La gran mayoría del software de pago incluye en su licencia una prohibición expresa de aplicar ingeniería inversa a su código, con el intento de evitar que se pueda modificar su código y que así los usuarios tengan que pagar si quieren usarlo.
La ingeniería inversa nace en el transcurso de la Segunda Guerra Mundial, cuando los ejércitos enemigos incautaban insumos de guerra como aviones u otra maquinaria de guerra para mejorar las suyas mediante un exhaustivo análisis.
La siguiente figura muestra los procesos que sigue la ingeniería directa; si se sigue ese camino hacia "atrás" (o de manera inversa), se hace ingeniería inversa, si se continúa con el camino y se plantean cambios (o mejoras), por la derecha, ese camino lleva a una reingeniería, y si no se altera el contenido de los modelos obtenidos durante los procesos de la ingeniería inversa y se sigue el camino de la izquierda, eso se llama desarrollar una copia.

## Debate Apple - Samsung
Las empresas Apple y Samsung han tenido un debate durante años en el que Apple ha acusado a Samsung de copiar con ingeniería inversa tanto el iPhone como el iPad. Apple denunció a su rival surcoreano Samsung Electronics por copiar el aspecto, el diseño de producto y la interfaz de sus dispositivos iPhone y iPad, lo que supone según la compañía una infracción de las patentes y marcas registradas por Apple. La acusación se presentó el 15 de abril de 2013 en los tribunales del distrito norte de California ante lo que Apple considera una violación de su propiedad intelectual. "Esta clase de copia descarada está mal", indicó en un comunicado la portavoz Kristin Huguet. Apple considera que Samsung empleó los avances presentados por Apple en sus teléfonos inteligentes 'Galaxy S 4G', 'Epic 4G' y 'Nexus S', así como en su tableta 'Galaxy Tab', una de las mayores competidoras del iPad.
En el documento presentado por Apple ante la Corte, la empresa de Cupertino (California) asegura que "en lugar de innovar y desarrollar su propia tecnología y un estilo único de Samsung para sus teléfonos inteligentes y tabletas, Samsung eligió copiar la tecnología de Apple, la interfaz y el estilo innovador".
Este juicio complica aún más las relaciones entre ambas compañías, rivales en el sector de las comunicaciones pero con intereses comunes, ya que Samsung fabrica los microchips que Apple emplea en sus productos.

## Beneficios de la ingeniería inversa
La aplicación de ingeniería inversa nunca cambia la funcionalidad del producto objeto de la aplicación sino que permite obtener productos que indican cómo se ha construido el mismo. Su realización permite obtener los siguientes beneficios:
- Reducir la complejidad del sistema: al intentar comprender el sistema se facilita su mantenimiento, y la complejidad existente disminuye.
- Generar diferentes alternativas: del punto de partida del proceso, principalmente del código fuente, se generan representaciones gráficas, lo que facilita su comprensión.
- Recuperar y/o actualizar la información perdida (cambios que no se documentaron en su momento): en la evolución del sistema se realizan cambios que no se suelen actualizar en las representaciones de nivel de abstracción más alto, para lo cual se utiliza la recuperación de diseño.
- Detectar efectos laterales: los cambios que se puedan realizar en un sistema pueden conducir a que surjan efectos no deseados; esta serie de anomalías pueden ser detectadas por la ingeniería inversa.
- Facilitar la reutilización: por medio de la ingeniería inversa se pueden detectar componentes de posible reutilización de sistemas existentes, pudiendo aumentar la productividad y reducir los costes y los riesgos de mantenimiento.